# Thomas Coe
Thomas Coe (* 3. November 1873 in Manchester; † 26. Oktober 1942 ebenda) war ein britischer Wasserballspieler.

## Karriere
Coe begann seine sportliche Karriere zunächst im Schwimmsport und gewann 1891 hier einen vereinsinternen Wettkampf des Osborne Swimming Club Manchester. Im Zuge seiner Laufbahn folgten über 20 regionale Titel. Ab 1893 betrieb der Brite auch aktiv Wasserballsport. Im Folgejahr gewann er mit seiner Mannschaft die nationale Meisterschaft in dieser Sportart – das war der erste von sieben aufeinanderfolgenden Titeln. Im Jahr 1900 nahm er an den Olympischen Spielen in Paris teil. Dort erreichte der Sportler mit seinem Verein den ersten Rang und sicherte sich somit Gold. Neben den olympischen Wettkämpfen absolvierte er als Kapitän der englischen Wasserballnationalmannschaft einige Spiele gegen Schottland, Wales und Irland. 1908 beendete er seine aktive sportliche Laufbahn, später betätigte er sich als Schiedsrichter. Neben dem Sport arbeitete er als Obsthändler in Liverpool und Manchester.